# Bowongso
Bowongso is een bestuurslaag in het regentschap Wonosobo van de provincie Midden-Java, Indonesië. Bowongso telt 3729 inwoners (volkstelling 2010).